# Moriskentanz

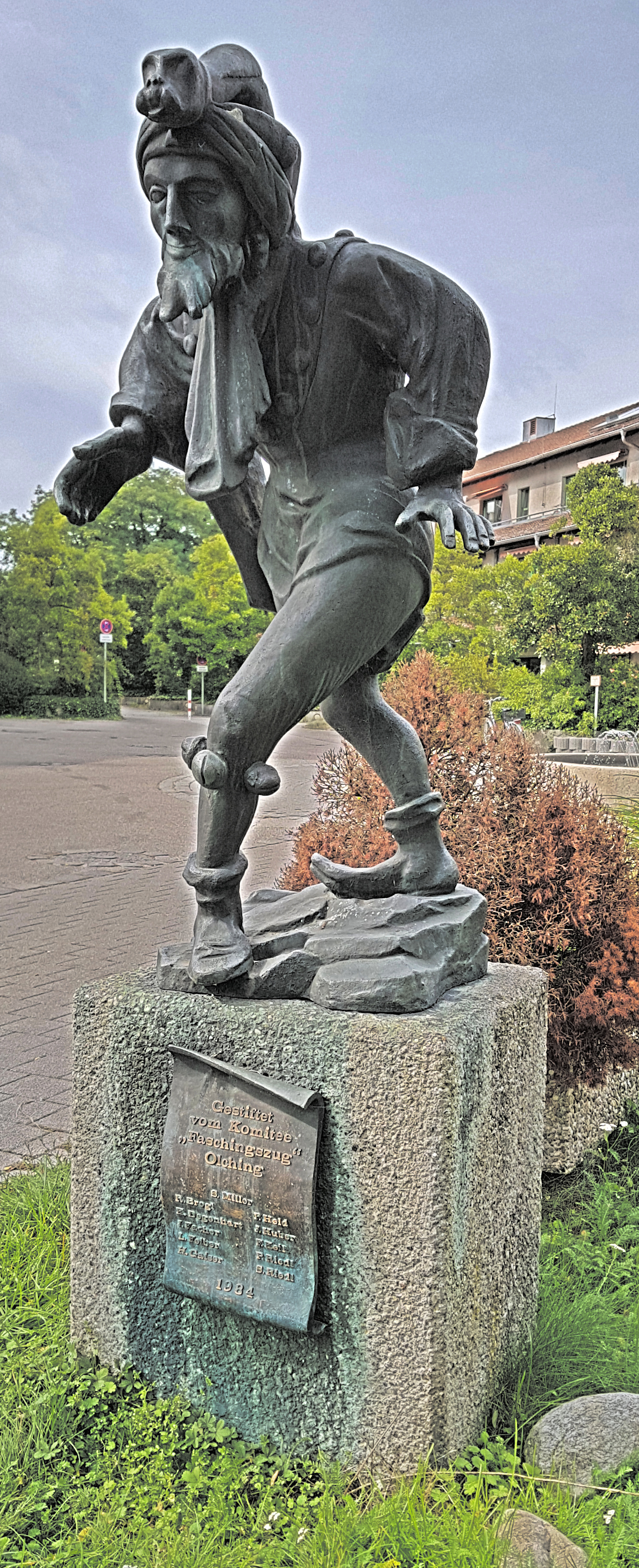
Moriskentänzerskulptur in Olching nach Erasmus Grasser der Zauberer

Der Moriskentanz (italienisch moresca, aus spanisch morisca) ist ein Bühnentanz des Spätmittelalters und der Frühen Neuzeit, dessen Verbreitung sich bis ins 15. Jahrhundert innerhalb der höfischen Renaissancekultur zurückverfolgen lässt. Über seine theater-, tanz- und musikhistorische Bedeutung hinaus ist der Moriskentanz jedoch auch von volkskundlichem Interesse. Das Wort Moriske, auch moriscos genannt (spanisch morisco ‚maurisch‘) leitet sich von der Bezeichnung für die Mauren ab, die nach dem Sieg der Reconquista in Spanien lebten. Es wird angenommen, der Moriskentanz sei nordafrikanischen Ursprungs und im 14. Jahrhundert in Spanien entstanden, um sich von dort aus über ganz Süd- und Westeuropa zu verbreiten.

## Ursprungsdebatte

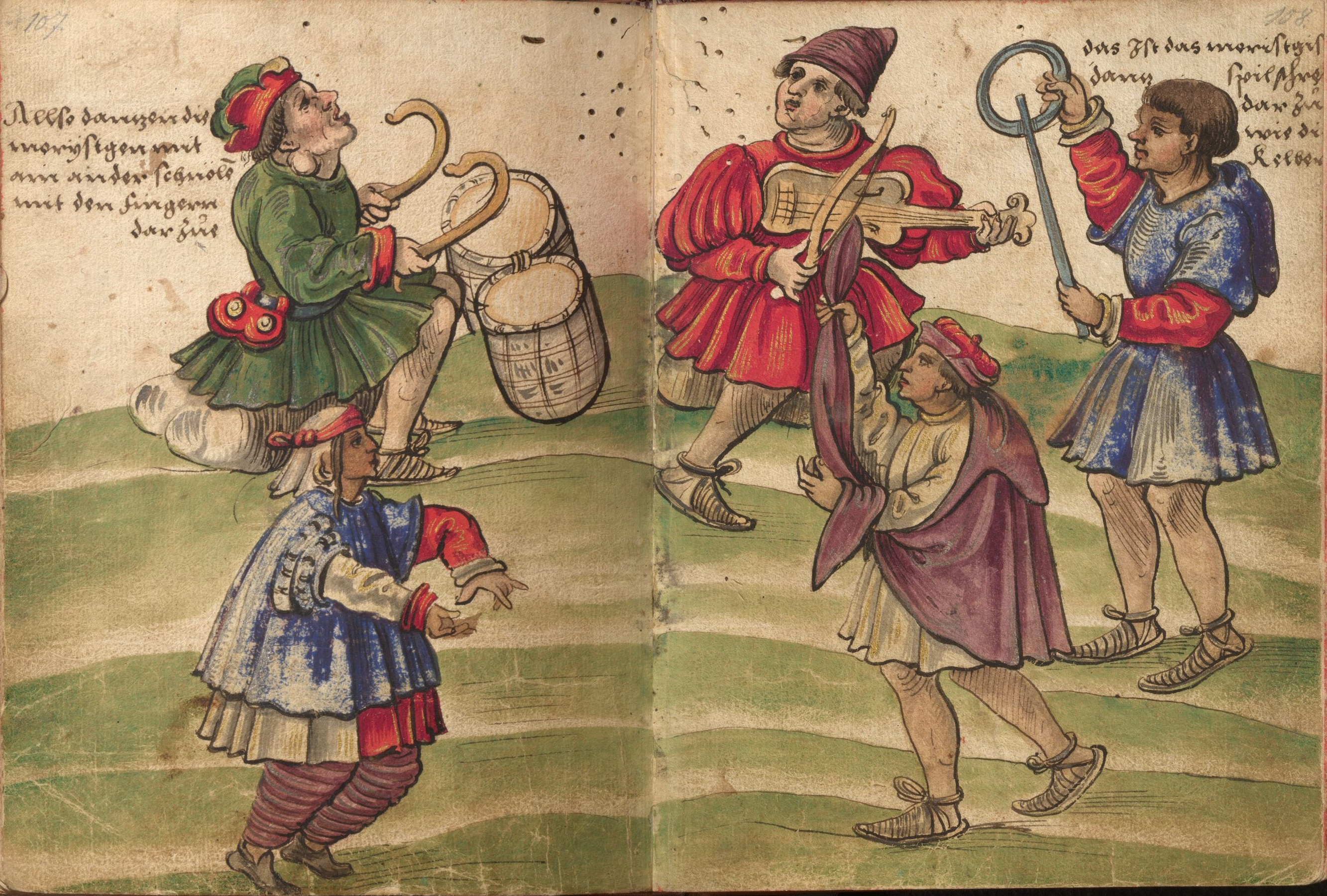
Moriskentanz aus dem sogenannten Trachtenbuch des Christoph Weiditz, um 1530–1540. Germanisches Nationalmuseum Nürnberg, Hs. 22474, Bl. 107–108. Bildbeschriftung: [Bl. 107] Allso dantzen die morystgen mit ain ander schnölle mit den Fingern dar zue (So tanzen die Morisken miteinanander schnalzen mit den Fingern dazu), [Bl. 108] das Ist das moristgis dantz spil schre… dar zu wie die kelber (Das ist das moriskische Tanzspiel. Schre[eien] dazu wie die Kälber).

Die beiden grundlegenden Meinungen, die sich bei den bislang unternommenen Versuchen zur Erklärung des Moriskentanzes herausgebildet haben, sind von P. P. Domokos beschrieben worden:

„Einer Erklärung nach ist der Moriskentanz ein Tanz historischen Charakters, der seinen Ursprung in den Kämpfen der christlichen Bevölkerung südlicher Länder mit den Sarazenen (Mohren) hat. Daher stamme auch sein Name. Seine aus dieser Erklärung stammende Benennung kann bis ins 15. Jahrhundert zurück verfolgt werden. Nun erklingt aber am Fuße zahlreicher Moriskentänzer die Schelle, eine der wichtigsten Requisiten dieses Tanzes. Nun ist die Schelle ebenfalls ein unerläßliches Requisit der Danza de Cascabeles im 14. Jahrhundert. Dementsprechend bildete sich die Auffassung heraus, daß die beiden Tänze im Laufe der Zeit zu einem einzigen Tanz verschmolzen sind.“

## Ausführung

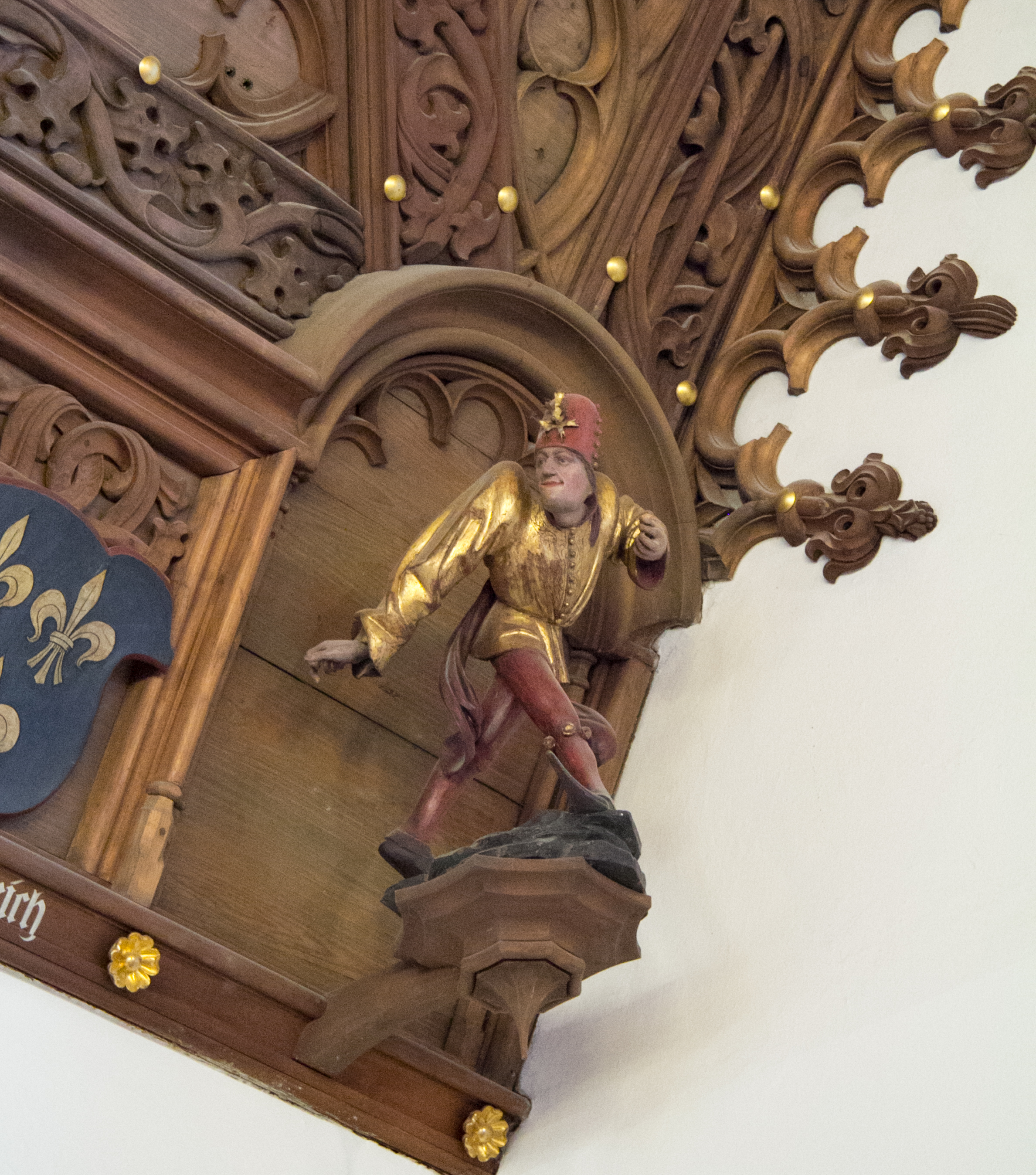
Kopie eines Moriskentänzers von Erasmus Grasser im Alten Rathaus in München. Das Original befindet sich im Münchner Stadtmuseum.

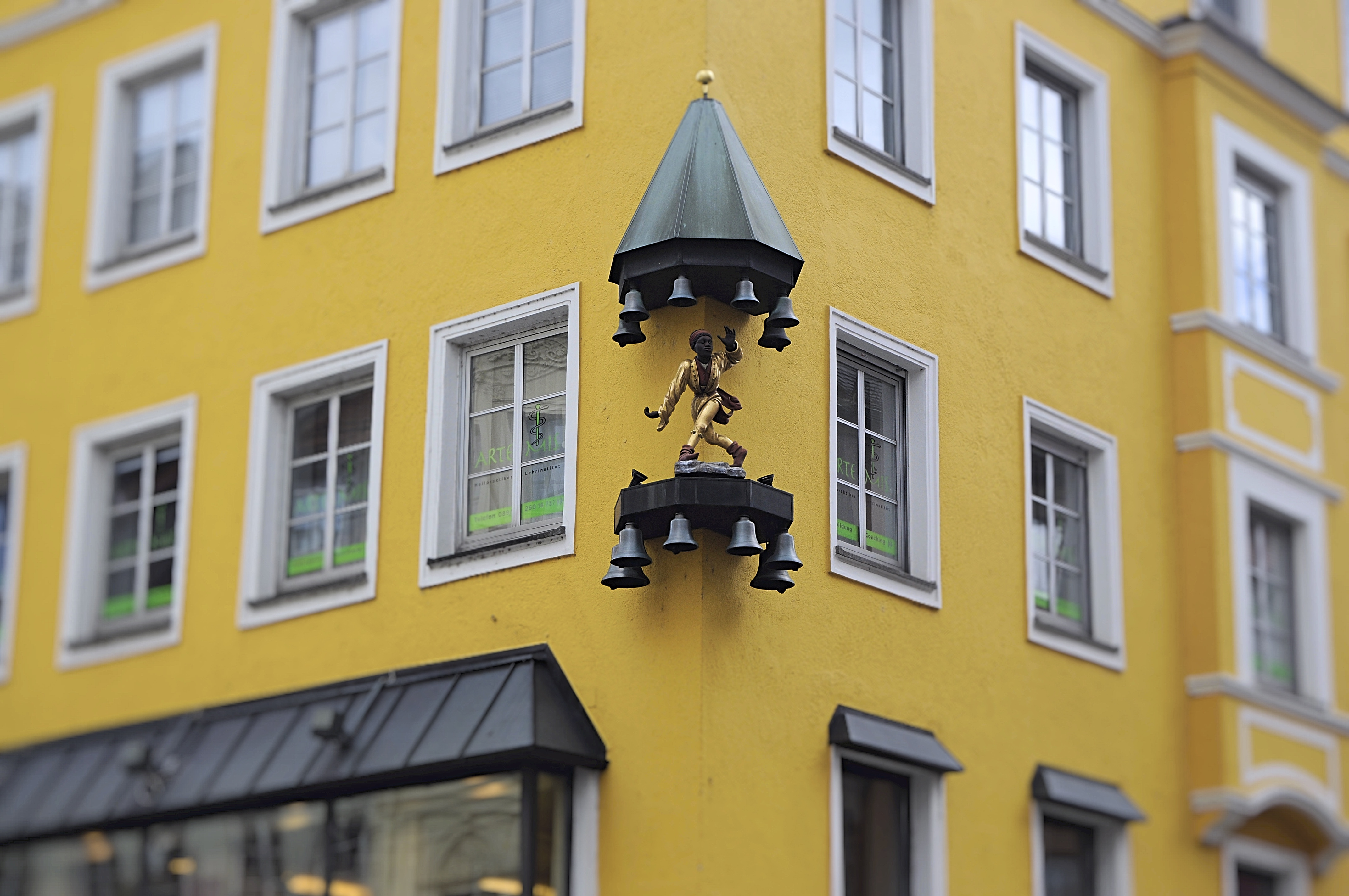
Glockenspiel über dem Juwelier Fridrich in München

Der besonders in der höfischen Renaissancekultur Italiens beliebte Tanz zeichnet sich durch verschiedene charakteristische Sprünge und Körperverdrehungen aus. Ihn zu tanzen erfordert eine gewisse akrobatische Fertigkeit, weshalb früher auch unterschiedlichste traditionelle Akteure wie Gaukler (italienisch buffoni) darauf spezialisiert waren. Das Hüpfen und Springen der Narren und Akrobaten in Filmen über das Mittelalter basiert wohl auf Vorstellungen über diesen Tanz. Mitunter wird das wilde Springen als Hinweis für den Ursprung des Moriskentanzes im Schwerttanz interpretiert. Auch diese Annahme lässt sich heute widerlegen, da es sich hierbei nur um eine Ausprägung neben vielen handelt, wie etwa die moreška auf der kroatischen Insel Korčula.
Der Moriskentanz benötigte vermutlich eine Reihe von Charakterdarstellern in verschiedenen Rollen. Insgesamt 16 Figuren sollten das ganze mittelalterliche Bevölkerungsspektrum darstellen. Die Zuordnung zu den einzelnen Charakteren erfolgt heutzutage aufgrund fehlender Dokumente eher willkürlich. So unterscheidet man zum Beispiel: „Bauer“, „Dame“, „zur Hochzeit bereiter Jüngling“, und so weiter.
Die Beliebtheit des Moriskentanzes zeigt sich in den holzgeschnitzten Moriskentänzern des Bildhauers Erasmus Grasser aus München. Die über 500 Jahre alten Holzfiguren zeigen die einzelnen Teilnehmer an einem Moriskentanz. Inspiration für diese Figurentruppe war ein Festbankett des Herzogs Christoph des Starken.
Heutzutage fehlt jedoch eine genaue Vorstellung darüber, wie der Moriskentanz tatsächlich getanzt wurde. Ein Buch über das Tanzen im höfischen Kontext aus dem 16. Jahrhundert spricht etwas diffus von „Tanztappungen“ und „Fußmarkierungen“. Man nimmt an, dass ein großer Teil des Moriskentanzes spontan improvisiert wurde.
Der Moriskentanz wird vielerorts heute noch gepflegt, und unter anderem von Gruppen in München, Kaltenberg, Korčula und während der Landshuter Hochzeit.

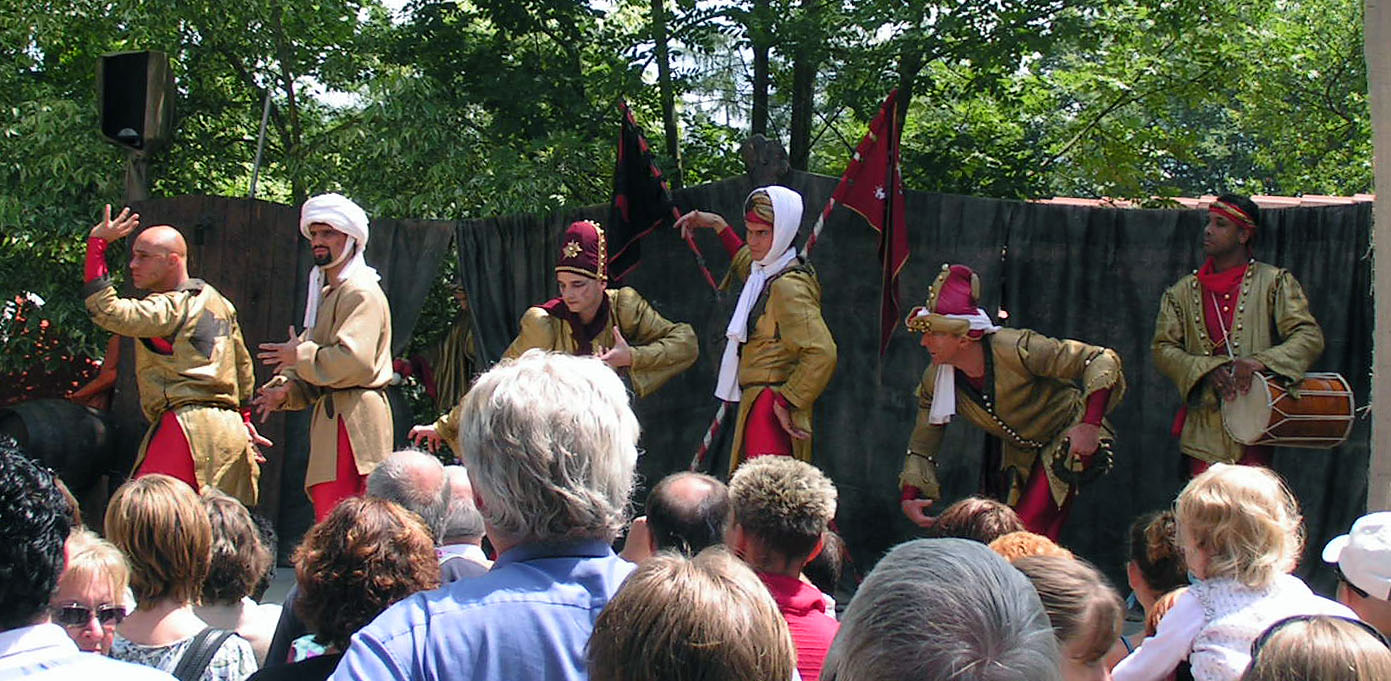
Die Kaltenberger Moriskentanzgruppe auf dem Kaltenberger Ritterfest im Jahr 2005
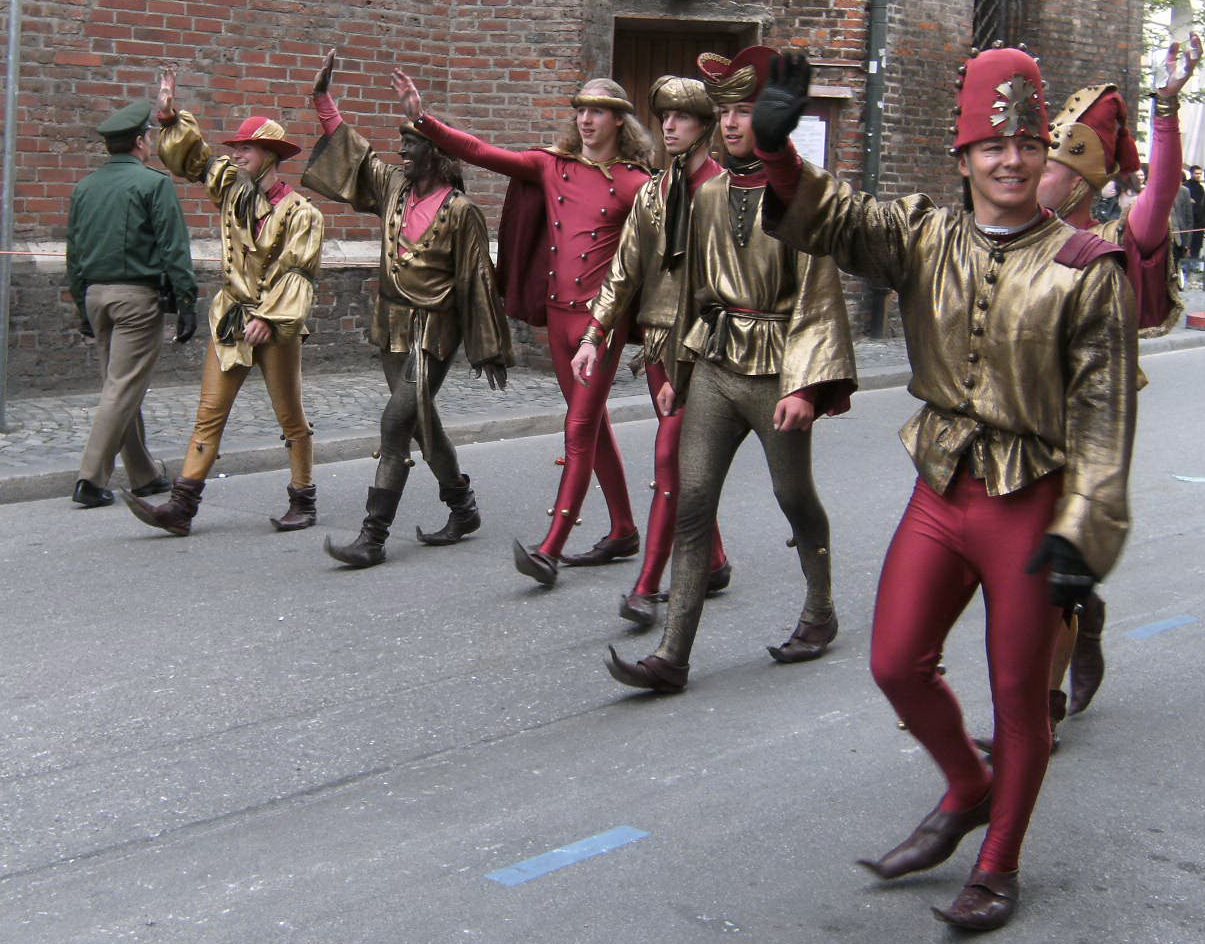
Die Münchner Moriskentanzgruppe beim Trachtenumzug zum Oktoberfest in München 2008

## DerMorris dancein England
Als besondere Form des Moriskentanzes, wenn nicht sogar als eigenständige Tanzform für sich, gilt der englische Morris dance.

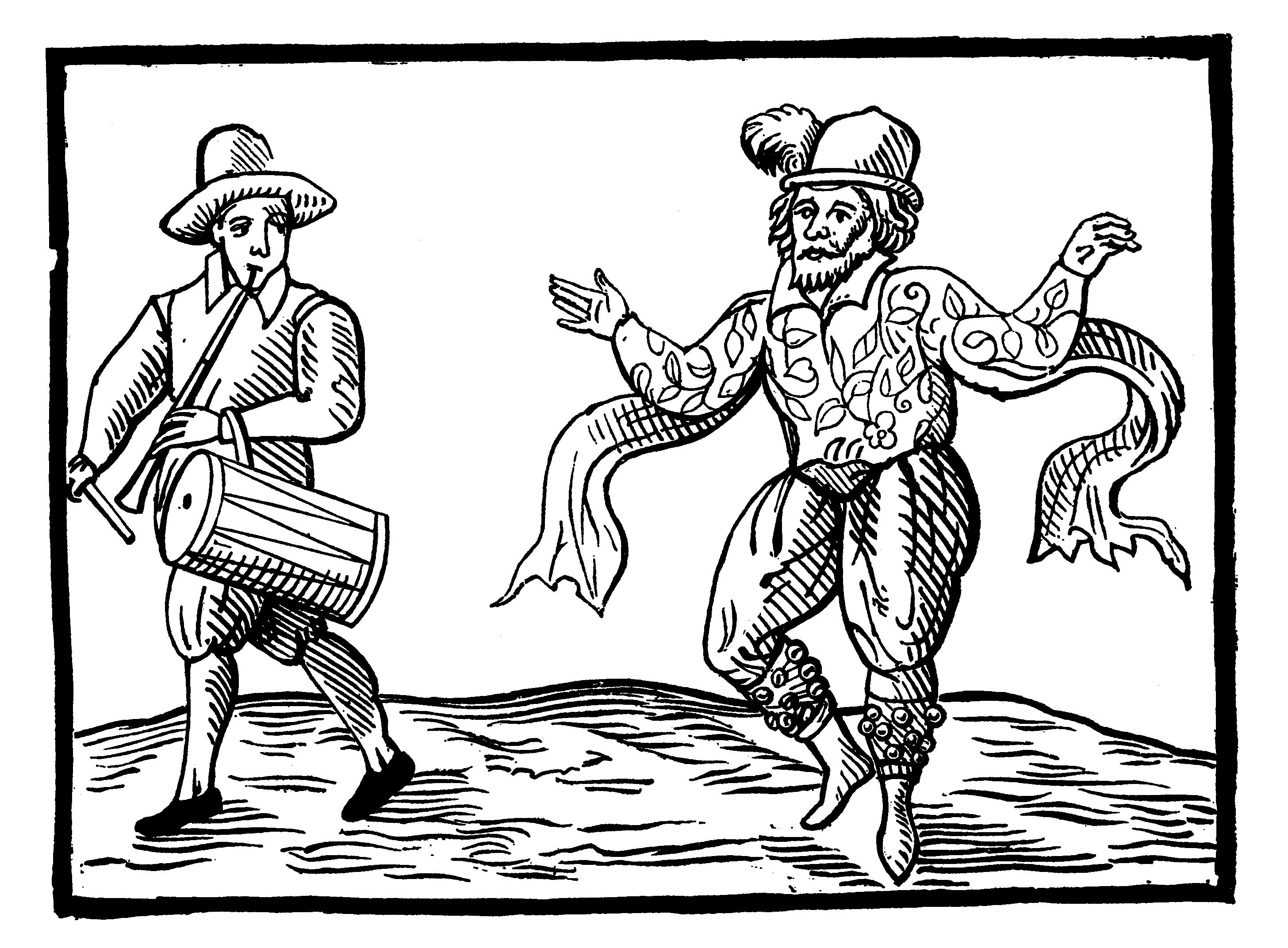
William Kempe als Clown bei seinem Morris dance von London nach Norwich im Jahr 1600, begleitet vom Musiker Thomas Slye mit pipe and tabor. Illustration von 1600

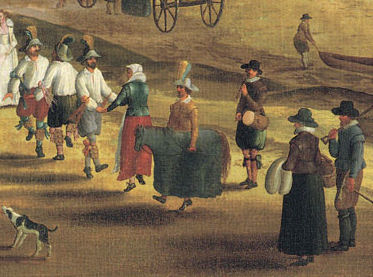
Morris dancers mit Steckenpferd: Ausschnitt von Thames at Richmond, with the Old Royal Palace, ca. 1620

Während die frühesten Erwähnungen aus dem 15. Jahrhundert den Morris dance im höfischen Kontext beschreiben, scheint es, dass der Tanz im 16. Jahrhundert vornehmlich im popularkulturellen Kontext anzutreffen war; William Kempe, kurz zuvor noch Schauspieler bei William Shakespeare, soll 1599 einen Morris dance tanzend von London nach Norwich gereist sein, worüber er in seinen Nine Daies Wonder (1600) berichtet.
Der Morris dance wird von einzelnen Gruppen, so genannten Sides, getanzt. Ursprünglich waren die Tänzer ausschließlich Männer, inzwischen gibt es aber auch gemischte Sides, in denen auch Frauen tanzen.
Das Wiederaufleben des Morris dance im 20. Jahrhundert ist den Bemühungen englischer Volkskundler wie Cecil Sharp, Maud Karpeles und Mary Neal zu verdanken, die Tänze und Musik aufzeichneten und die Tradition des Morris dance wiederbelebten. Als Startpunkt des „Morris Revival“ gilt allgemein der 26. Dezember 1899.
Heute werden im Wesentlichen sechs regionale Stile unterschieden:
- Cotswold Morris: Tänze aus Gloucestershire und Oxfordshire, üblicherweise mit Taschentüchern oder Stöcken getanzt, die die Handbewegungen unterstreichen sollen
- North West Morris
- Border Morris: von der englisch-walisischen Grenze
- Long Sword Dances aus Yorkshire und Süd-Durham
- Rapper Sword Dances aus Northumberland und Durham
- Molly Dancing aus East Anglia

Die Musik wurde ursprünglich auf pipe and tabor (Einhandflöte und Trommel) oder Fiddle gespielt. Heute sind auch andere Instrumente üblich, am häufigsten das Melodeon. Auch andere Trommeln werden verwendet. Cotswold- und Schwert-Tänzer wurden meist von einem einzelnen Musiker begleitet, Northwest- und Border-Sides oft von einer Gruppe von Musikern.

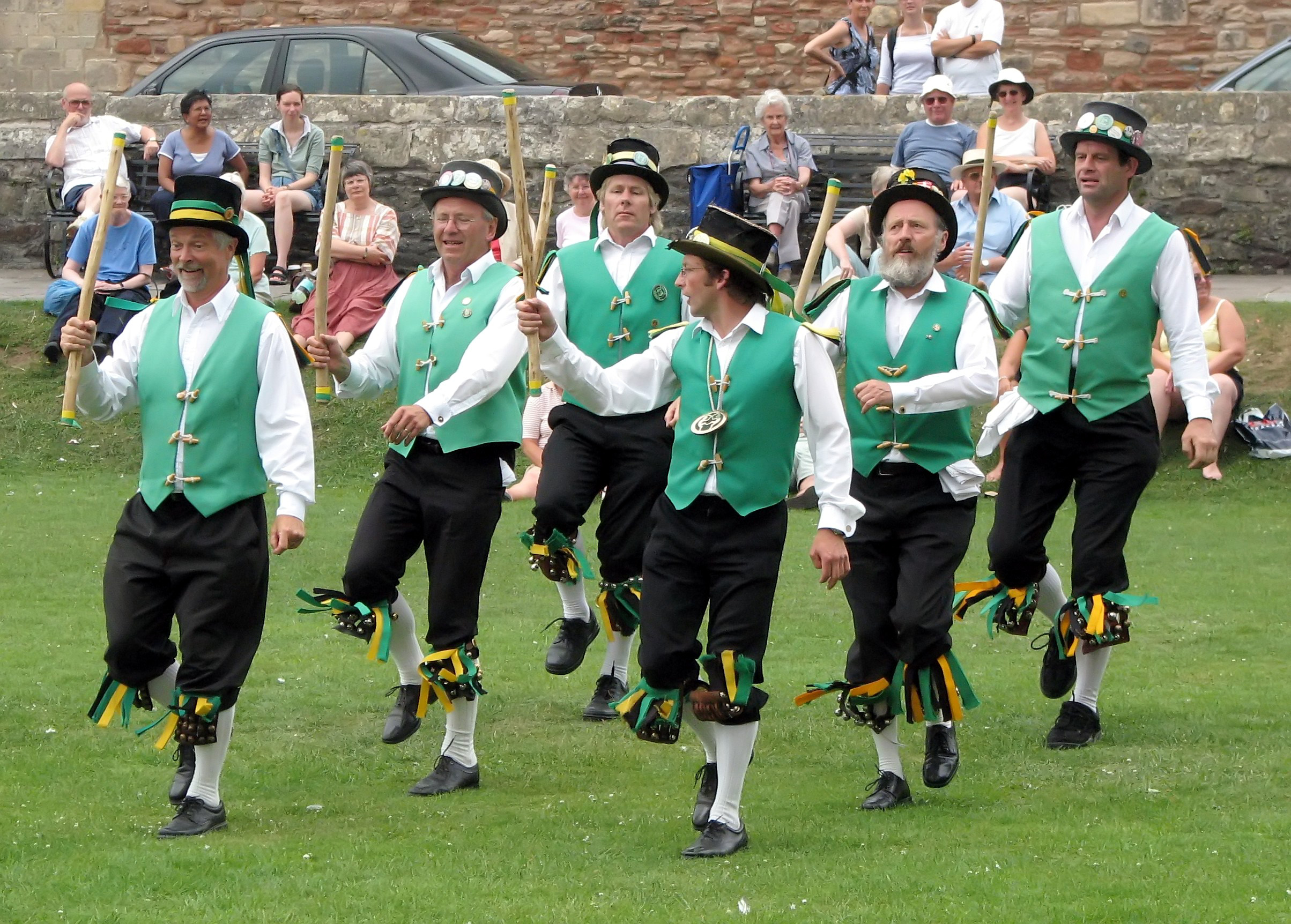
Exeter Morris men
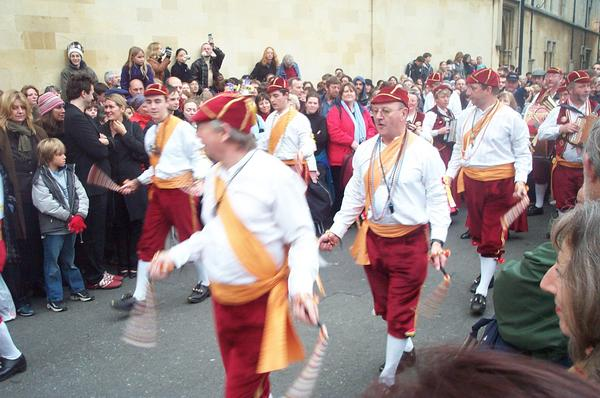
North West Morris
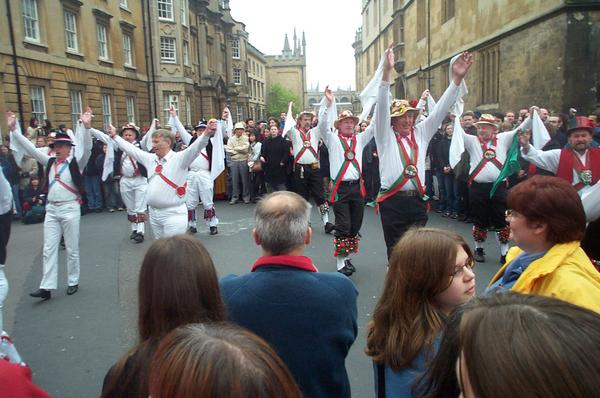
Cotswold Morris
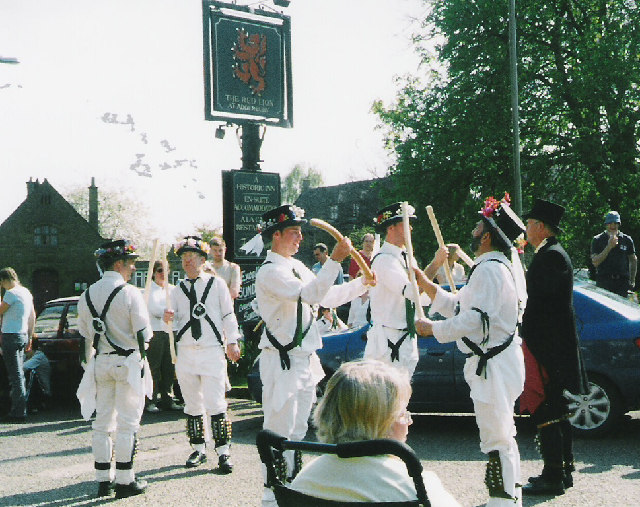
Morris-Tänzer in Adderbury

## Rezeption
Die spätmittelalterliche Figurine eines Moriskentänzers wurde 1995 in Chemnitz ausgegraben.
Terry Pratchett (1948–2015) erwähnt den Moriskentanz als volkstümlichen Tanz im Königreich Lancre in den Romanen Witches Abroad,   Lords und Ladies und Der Winterschmied sowie im Prolog zu Alles Sense.